# Szontagh Tamás
Iglói Szontagh Tamás (Ózd, 1851. április 13. – Budapest, 1936. január 31.) bölcseleti doktor, királyi bányatanácsos, geológus, a Magyar Királyi Földtani Intézet igazgatója.

## Élete
Szontagh Albert királyi tanácsos és dubravai Dubraviczky Juliánna fia. Középiskoláit Eperjesen, Pozsonyban, Budapesten és Szarvason, az egyetemet Budapesten végezte és itt tette le a doktori szigorlatokat is. 1870-79-ben mezőgazdasággal foglalkozott. Az 1880-as években villát építtetett Révfülöpön, ahol a Révfülöpi Fürdő- és Partszépítő Egyesület alapító tagja és évtizedeken át elnöke volt. 1882-től 1886. szeptemberig a budapesti egyetem ásvány-földtani tanszékénél mint első tanársegéd és 1886-tól 1890-ig mint magángeológus és a magyarhoni földtani intézet másodtitkára működött. 1889-ben a földtani intézethez segédgeológusnak, 1892-ben osztálygeológusnak nevezték ki. 1894-ben kapta a bányatanácsosi címet. A földtani intézet sok vándorlás után 1899-ben a Stefánia úton díszes palotát kapott, mint az intézet aligazgatója annak felvirágoztatásában sokat fáradozott. 1905-ben főgeológusnak nevezték ki, 1924-ben ment nyugdíjba az intézet igazgatójaként. Tudományos munkásságának kezdetén elvégezte az Alföld keleti peremének geológiai feltérképezését, ezt követően elsősorban hidrogeológiával foglalkozott. A bakonyi ún. vörösföldben bauxitot ismert fel.

## Újságírói munkássága
1876-78-ban az Ellenőr gazdasági tudósítója; azután két évig e lap természettudományi rovatának vezető munkatársa volt; cikke a Vasárnapi Ujságban (1883. Szabó József a budapesti egyetem rektora); 1894-95-ben a Hazánk bányászati és geologiai rovatát vezette. Számos mezőgazdasági, társadalmi és természettudományi hírlapi cikkeken kívül a Földtani Közlönyben és a magyar királyi Földtani Intézet kiadványaiban több geologiai dolgozatot közölt, melyek főképen Bihar, Arad, Szatmár, Szilágy és Zólyom vármegyék geologiai viszonyaira vonatkoznak.

## Munkái
- Zólyom megye kőzeteinek petrografiai ismertetése. Két kőnyom. táblával. Budapest, 1883-85.
- Nagy-Károly és Ákos vidéke (15. zóna XXVII. rovat) és Tasnád-Széplak vidéke (15. z. XXVII. r.) 1: 75,000 földtanilag fölvéve. Magyarázó szöveggel. Budapest, 1893. (Matyasovszky Jakabbal. Németül is. Budapest, 1893.).
- Az ásványos források védőterületéről. Budapest, 1893.
- A m. kir. földtani intézet és ennek kiállítási tárgyai. Az 1896. ezredéves országos kiállítás alkalmából. Budapest, 1896. (Böck Jánossal).
- Mikló-Lazur, Nyárló, Almamező, Harangmező és Magyar-Gyepes biharmegyei községek környékének geologiai viszonyai. Budapest, 1898. (Különny. a földtani intézet 1897. évi jelentéséből).
- A m. kir. földtani intézet. Darányi Ignácz földmívelési m. kir. miniszter megbízásából. Fénynyom. képekkel, geol. térképpel és 4 táblázattal. Budapest, 1900. (Böck Jánossal. Németül. Budapest, 1900).
- Der Királyerdő im Comitate Bihar. Die letzte Aufnahme von dr. Karl. Hofmann. Budapest, 1901.
- A budai várhegyi alagút hidrogeológiai viszonyai. Budapest, 1908.
- Hidrogeológiai megfigyelések. Budapest, 1909.
- Ásványosvizű forrásokon végzett hidrogeológiai és fizikochemiai megfigyelések eredményei. Budapest, 1914.
- Magyarország mesterséges vízellátása. Budapest, 1919.